# Kathedrale von Cádiz

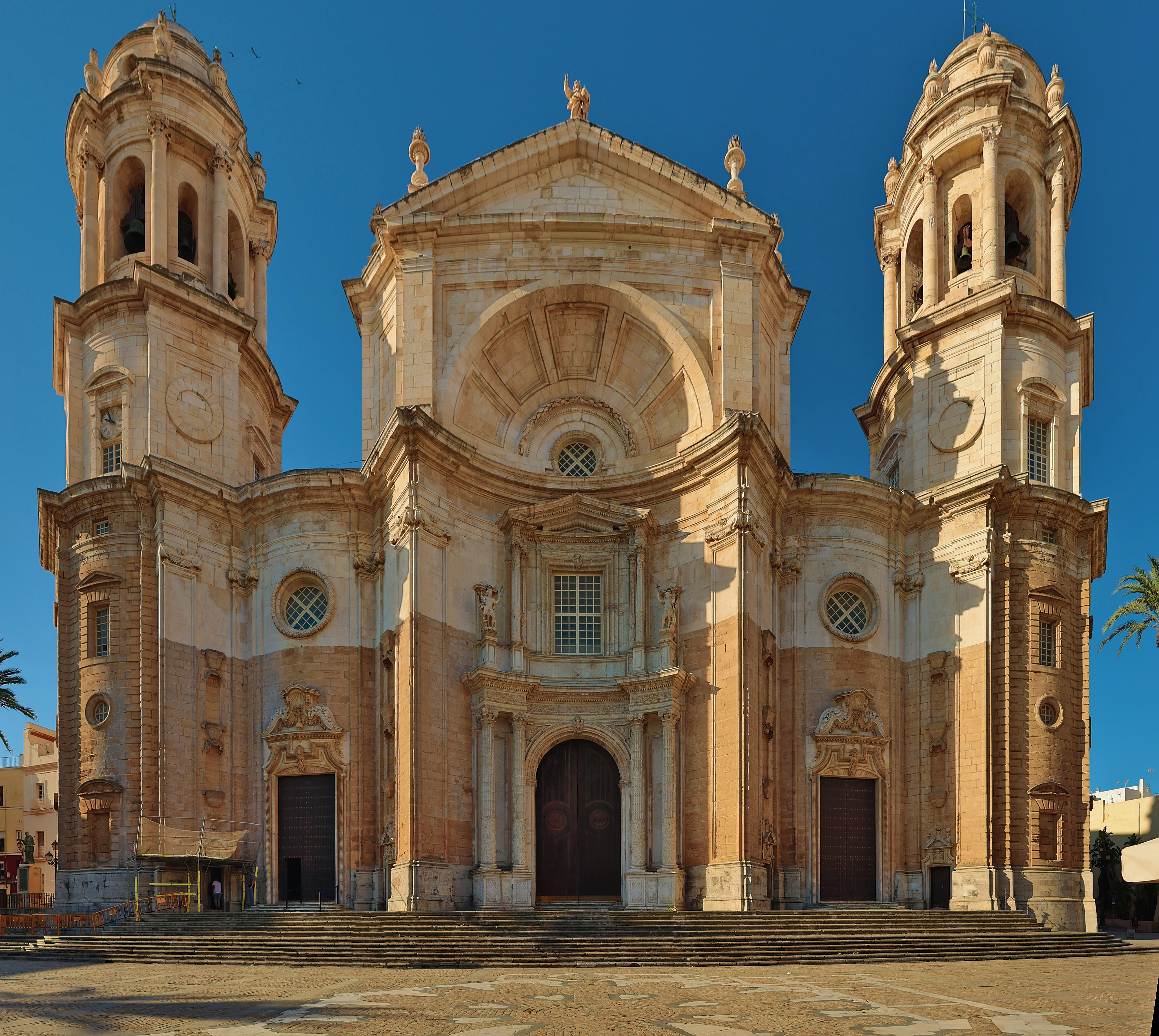
Fassade der Kathedrale von Cádiz

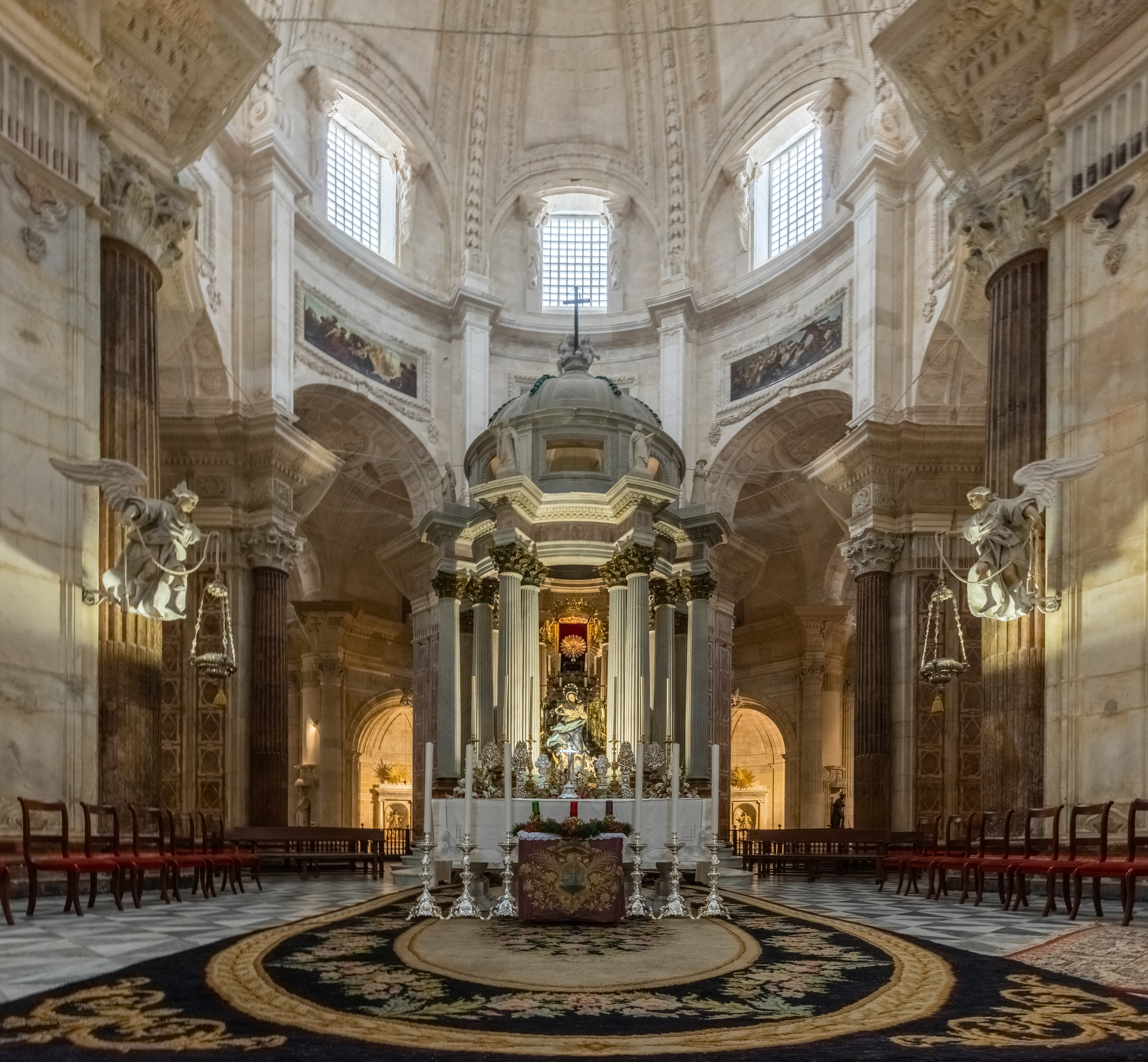
Altar unter der Kuppel

Die römisch-katholische Kathedrale von Cádiz (spanisch Catedral de Santa Cruz sobre las Aguas) in der südwestspanischen Küstenstadt Cádiz steht unter dem Patrozinium des „Heiligen Kreuzes über dem Wasser“ und ist die Bischofskirche des Bistums Cádiz y Ceuta.

## Lage
Die Großstadt Cádiz befindet sich auf einer über Brücken mit dem Festland verbundenen Insel in der Bucht von Cádiz an der südspanischen Atlantikküste. Die Kathedrale liegt am Rand der Altstadt und ist nur etwa 100 m vom Meer entfernt.

## Geschichte
Das Bistum Cádiz wurde am 5. Februar 1241 durch Papst Gregor IX. errichtet und dem Erzbistum Sevilla unterstellt. König Alfons X. (auch „der Weise“ genannt, reg. 1252–1284) befahl im Jahr 1263 den Bau einer Kathedrale in der wirtschafts- und militärstrategisch bedeutsamen Stadt. Der gotische Bau machte im 16. Jahrhundert einem Neubau im Stil der Renaissance Platz, der im Jahr 1602 eingeweiht wurde. Im Jahr 1717 wurde die Casa de Contratación, die Zentrale für den Handel zwischen dem Mutterland und den Kolonien, von Sevilla nach Cádiz verlegt. In der Folge flossen Gelder aus dem Überseehandel in die Stadt, wodurch der Wunsch zu einem Neubau der Kathedrale erwuchs. Die Arbeiten begannen im Jahr 1722 unter der Leitung des Architekten Vicente Acero († 1739), der bereits am Bau der Kathedrale von Granada beteiligt war. Weitere Baumeister folgten und so wurde der Bau erst im Jahr 1838 vollendet.

## Architektur
Die nach Norden ausgerichtete, mehrfach konkav und konvex geschwungene Fassade mit ihren dreigeschossigen und in Kuppeln endenden Flankentürmen ist – trotz des zurückhaltenden Dekors – eindeutig der Stilepoche des Barock zuzurechnen. Im dreischiffigen Innern machen sich hingegen auch Einflüsse des Klassizismus bemerkbar, die im Kuppelrund ihren Höhepunkt finden.

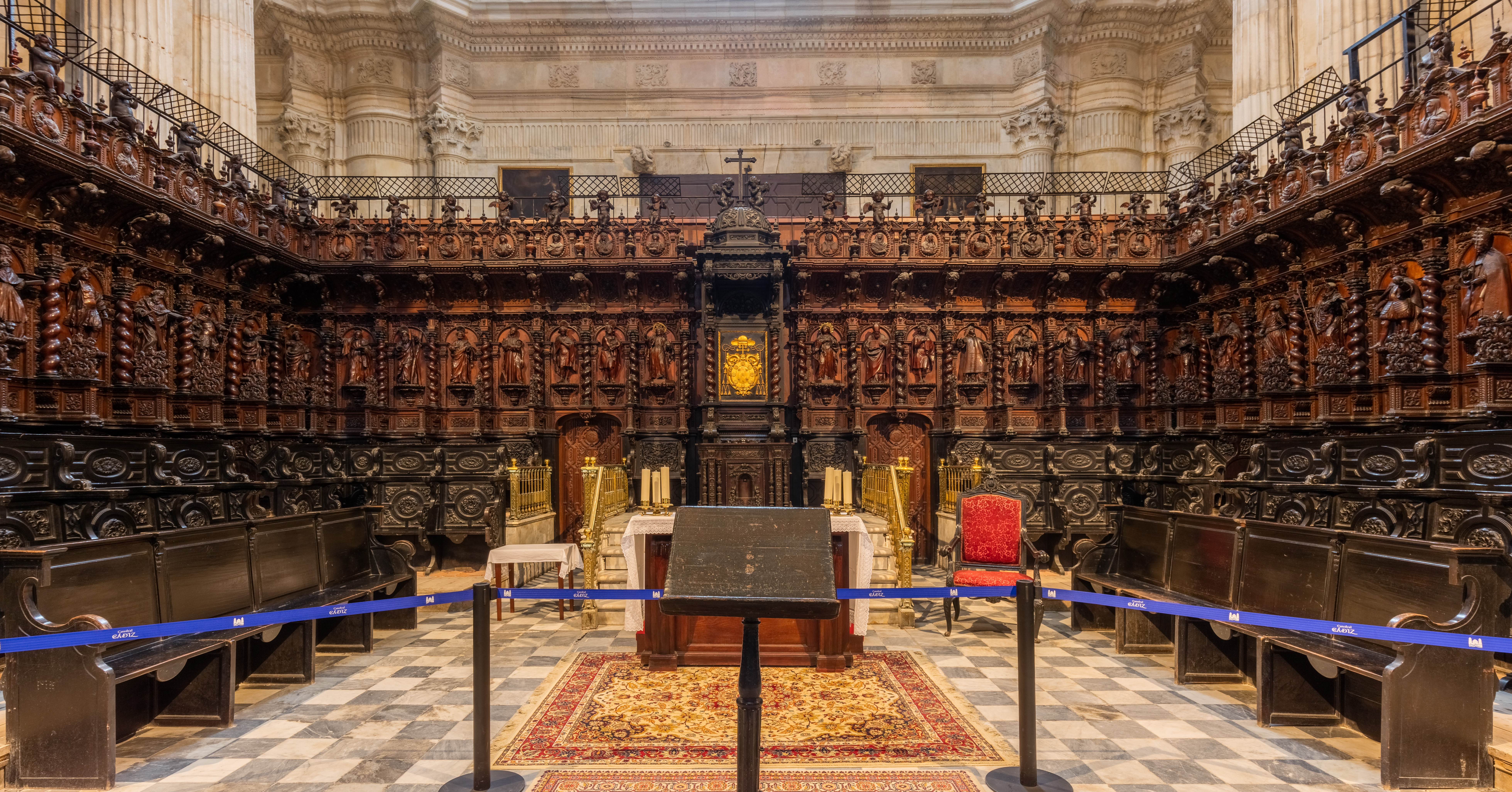
Chorgestühl (sillería)

## Ausstattung
Bedeutendstes Element der Ausstattung ist der von 16 kannelierten und somit antikisierenden Säulen umschlossene und in einer Kuppel endende Hauptaltar mit einer Figur der „Unbefleckten Empfängnis“ (Inmaculada Concepción). Davor befindet sich der bei spanischen Großkirchen beinahe üblich gewordene „Binnenchor“ (coro) mit seinem imposanten Chorgestühl (sillería).

## Seitenkapellen
Die Kathedrale verfügt über insgesamt 16 Seitenkapellen.

## Krypta
Unter dem Altarrund befindet sich eine Krypta. Neben zahlreichen Bischöfen ruhen hier die sterblichen Überreste des in Cádiz geborenen Komponisten Manuel de Falla († 1946) und des faschistischen Dichters José María Pemán († 1981).